# 추식
추식(秋湜, 1920년 2월 29일 ~ 1987년 5월 10일)은 희곡 작가, 소설가, 방송 극작가, 영화 시나리오 작가 분야에서 활약하다가 은퇴한 전직 정치가이자 대학 교수이다.
아명(兒名)은 추성춘(秋成春)이고 본관은 전주(全州)이며 호(號)는 산남(山南). 충청북도 청주 출생. 주요 문학 작품에는 단편 소설 《부랑아》 등이 있다.

## 주요 이력
- 1920년 충청북도 청주에서 출생하였고 지난날 한때 1924년에서 이듬해 1925년까지 경기도 용인에서 잠시 1년간 유아기를 보낸 적이 있는 그는 이후 1925년에서 1932년까지 전라북도 전주에서 잠시 유년기를 보냄.
- 1938년 5월에서 1938년 8월까지 일제 강점기 전라남도 제주 농장에서 잠시 3개월간 견습 소작농 생활 후 1938년 8월, 충청북도 청주 귀향.
- 1939년 5월, 충청북도 청주 소재 충청북도 도청 농림과 예하 공직 입직.
- 1942년 8월, 충청북도 도청 농림과 공직 퇴임. 이후 1942년 10월에서 1943년 10월까지 1년간 전라남도 해남 태영사(台迎寺)에서 불목하니 생활.
- 1944년 7월, 극작가로 첫 입문.
- 1944년 12월에서 1946년 5월까지 중화민국 만저우 지방 지린 성 지린에 소재한 외숙부의 농장에서 견습 소작농 생활.
- 1946년 5월에서 1946년 11월까지 중화민국 타이완 성 타이베이에 소재한 와이셔츠 제조 공장에서 견습공 생활.
- 1946년 11월, 고국에 귀국하여 충청북도 청주 향리에 귀향.
- 1955년 소설가로 첫 입문.
- 1960년 대한민국 영화 《인생운전》으로 시나리오 작가 데뷔.
- 1963년 방송극작가로 첫 입문.

### 소속
- 前 대한민국 연합신문 문화부 부장(1956년 ~ 1959년)
- 前 한국독립당 문화예술행정특보위원(1968년 ~ 1969년)
- 前 대한민국 문화공보부 문화산업자문위원(1982년 ~ 1984년)

## 학력
- 전주보통학교
- 청주고등보통학교

## 주요 작품

### 단편 소설
- 《부랑아》

### 영화 시나리오 각본
- 《인생 운전》